# Sonja Roels
Sonja Roels (Borgerhout, 16 april 1965) is een Belgisch voormalig korfbalster.

## Levensloop
Roels was actief bij Borgerhout KC. In 1989 werd ze verkozen tot 'korfbalster van het jaar'. Tevens maakte ze deel uit van het Belgisch nationaal team. Met de Belgian Diamonds behaalde ze onder meer zilver op de Wereldspelen van 1989 en goud op het wereldkampioenschap van 1991.